# Mahauiella sforcini
Mahauiella sforcini är en tvåvingeart som beskrevs av Toma 2003. Mahauiella sforcini ingår i släktet Mahauiella och familjen parasitflugor. Inga underarter finns listade i Catalogue of Life.